# 고우치촌 (히로시마현 사에키군)
고우치촌(河内村)은 히로시마현 사에키군에 설치되었던 촌이다. 현재의 히로시마시 사에키구에 해당한다.

## 역사
- 1889년 4월 1일 - 정촌제 시행에 의해 사에키군 고우치촌이 발족하였다.
- 1955년 4월 1일 - 이쓰카이치정, 고치촌, 야하타촌, 이시우치촌, 간논촌과 합병해 이쓰카이치정이 되었다.

## 참고문헌
- 角川日本地名大辞典 34 広島県
- 『市町村名変遷辞典』東京堂出版、1990年。